# Sainte-Hélène-du-Lac
Sainte-Hélène-du-Lac település Franciaországban, Savoie megyében. Lakosainak száma 835 fő (2022. január 1.). Sainte-Hélène-du-Lac La Chavanne, Coise-Saint-Jean-Pied-Gauthier, Laissaud, Les Mollettes, Montmélian, Planaise, Saint-Pierre-de-Soucy és Porte-de-Savoie községekkel határos.

## Népesség
A település népessége az elmúlt években az alábbi módon változott:
| Lakosok száma | 730  | 767  | 794  | 779  | 784  | 793  | 803  | 816  | 835  |
|               | 2013 | 2015 | 2016 | 2017 | 2018 | 2019 | 2020 | 2021 | 2022 |